# Линдстрём, Эрик
Э́рик Фри́тьоф Ли́ндстрём (швед. Erik Fritiof Lindström; 9 ноября 1906, Гельсингфорс, Великое княжество Финляндское — 27 сентября 1974, Хельсинки, Финляндия) — финский актёр шведского происхождения.
Играл в Шведском театре в Хельсинки с 1926 года. Был универсальным, энергичным актёром, как драматическим, так и комедийным. Среди запоминающихся ролей — участие в многочисленных постановках произведений Шекспира, «Пер Гюнт», «Фауст».
В 1947 году был удостоен награды Pro Finlandia.
Был женат на актрисе Керстин Нюландер (швед. Kerstin Nylander).

## Фильмография
- Galgmannen (TV, 1961)
- Greve Öderland (TV, 1963)
- En minnesfest (TV, 1963)